# Нєжний Ігор Володимирович
І́гор Володи́мирович Нє́жний (рос. Игорь Владимирович Нежный; нар. 24 квітня (6 травня) 1892 — пом. 1968) — радянський театральний адміністратор, актор, мемуарист.

## Життєпис
Навчався в Єлисаветграді (нині Кропивницький) в реальному училищі. Брав участь у роботі драматичного гуртка, який у клубі для робітників заводу сільськогосподарського інвентаря акціонерного товариства Ельворті організував Сергій Марцинківський. Улітку 1909 року всупереч волі батька поїхав до Одеси, щоб вступити до театральної школи. Там закінчив приватну школу сценічного мистецтва, якою керувала Ольга Рахманова.
У 1910—1919 роках був актором у театрах Одеси, Кам'янця-Подільського тощо. У Кам'янці-Подільському був художнім керівником трупи, складеної в основному з акторів музичної комедії.
У роки громадянської війни — організатор, керівник та актор перших фронтових агітпоїздів, що обслуговували Червону армію. Потім перейшов на адміністративну роботу в театрі. Брав участь у роботі «Майстерні комуністичної драматургії» (Масткомдрама). Був директором пересувного театру «Червоний факел», московських театрів революції, сатири, оперети, мюзик-холу, реалістичного та камерного. У 1940—1952 роках — заступник директора Московського художнього академічного театру.
26 жовтня 1948 року Указом Президії Верховної Ради СРСР «за видатні заслуги в розвитку радянського театрального мистецтва та в зв'язку з 50-річчям від дня заснування Московського орденів Леніна та Трудового Червоного Прапора художнього академічного театру СРСР імені Максима Горького» орденами та медалями було відзначено велику групу акторів і працівників цього театру. Серед них Ігоря Нєжного відзначили орденом Трудового Червоного Прапора .
У ніч на 5 березня 1953 року заарештовано. Після звільнення працював директором-розпорядником Театру-студії кіноактора та Центрального театру ляльок.
Автор театральних спогадів «Минуле перед очима», виданих 1963 року в Москві.
Ігор Володимирович Нєжний помер 1968 року. Його було поховано на Донському кладовищі. Урна з прахом зберігається в закритому колумбарії.